# Радаев, Василий Кузьмич
Василий Кузьмич Рада́ев — эрзянский народный поэт, прозаик, редактор, педагог, создатель народного эпоса «Сияжар».

## Биография
Родился 13 марта 1907 года в селе Большой Толкай Бугурусланского уезда в семье крестьянина.
Свою трудовую деятельность начал с помощника библиотекаря (1920).
В 1925—1928 годах — ответственный секретарь волостного комитета ВЛКСМ в селе Малый и Большой Толкай; в 1929—1930 годах — председатель сельсовета и колхоза «Май» (Большой Толкай). После окончания рабфака в комвузе поступил на филологический факультет Ленинградского государственного университета, который закончил в 1934 году.
В 1934—1935 годах — редактор ардатовской («За колхозы») и дубёнской («Омбоце пятилетканть кис» — «За вторую пятилетку») районных газет республики Мордовии, литературный редактор журнала «Сятко»; в 1935—1937 годах — учёный секретарь, научный, старший научный сотрудник Мордовского научно-исследовательского института национальной культуры.
Работал учителем в школе села Большой Толкай), преподавателем Ичалковского педучилища в Мордовии. Результатом его педагогической деятельности явилось воспитание следующего поколения эрзянских поэтов и деятелей культуры Мордовии (Числав Журавлев, Михаил Втулкин и другие).
Бугурусланский уезд издавна был одним из важных центров формирования эрзянской национальной культуры и литературы. Отсюда в литературу пришла большая группа поэтов, учёных, писателей — П. С. Кириллов, Т. А. Раптанов, К. С. Петрова, А. Моро, А. М. Лукьянов и др., в том числе известные эрзянские сказители А. С. Журавлёв, К. Г. Батраев, И. П. Новокаев, Е. П. Бузуев, Я. В. Губернский, И. П. Верховцев, С. М. Люлякина. Со всеми Радаев был в близких, дружеских отношениях, такое знакомство плодотворно способствовало его творчеству. Многие помогали ему в сборе эрзянского фольклора, легенд и преданий, народных песен, всё, что составило впоследствии содержательную и художественно-эстетическую основу созданного им эпоса.
Участник Великой Отечественной войны.
Умер 6 декабря 1991 года в селе Берсеневка Лямбирского района Республики Мордовии. Похоронен в Саранске.

## Труды
Автор критических статей по различным проблемам эрзянской литературы, по творчеству отдельных писателей. Занимался сбором фольклора, обработкой сказаний эрзянского народа.
Первое стихотворение «Пастухонь думат» («Думы пастуха») вышло в 1926 году в газете «Якстере теште» («Красная звезда»). В 1920-е годы стал писать в различные газеты («Голос молодежи», «Молодая деревня» и «Беднота»). Пишет художественные произведения на родном эрзянском языке. В своих довоенных очерках, рассказах, стихотворениях писатель повествует об обновляющейся деревне, об изменении психологии труженика села, о новых прогрессивных явлениях, способствующих укреплению экономики страны.
Будучи школьным преподавателем, Василий Радаев писал и для детей. Спустя многие десятилетия молодежь читает его произведения «Бишка», «Интернат», «Тетят-церат» («Отец с сыном»), «Максозь вал» («Обещанное слово»), «Тимуровецт» («Тимуровцы»).
Прозаические произведения опубликованы в сборниках «Вечкевикс содавиксэнь» («Любимые знакомые», 1964), «Шошма леенть чиресэ» («На Шошме-реке», 1967), «Истяяк сакшны часиясь» («И так приходит счастье», 1969) и др.
Из прозаических произведений Радаева хрестоматийной стала его повесть «Сад» (1940), где на интересном жизненном материале остро, художественно убедительно показаны новые взаимоотношения между представителями молодого поколения колхозного села, отношение молодых к личному и общественному. Сад как бы символизирует светлые, добрые начала, за которые как раз и ратуют положительные герои повести.
В развитие мордовской литературы В. Радаев внёс свою весомую лепту и как критик. Им написано множество литературно-критических статей по различным проблемам эрзянской литературы, по творчеству отдельных мордовских писателей: «Как надо и как не надо учиться у классиков», «Об эрзянской художественной литературе молодых», «Как и о чём пишет Никул Эркай», «Об ударении в эрзянском языке», «Голоса молодых», «Молодым необходима помощь» и многие другие.
Будучи великолепным мастером обработки народных сказаний Василий Кузьмич очень много времени и сил уделял сбору и обработке эрзянского фольклора, записывал многочисленные легенды и предания Куйбышевской, Оренбургской областей, делал литературную обработку этих материалов. Результатом четырёх десятилетий такой плодотворной работы явилась эпическая поэма «Сияжар» (1960). Которая стала носителем и выразителем энциклопедии родного языка и представляет собой концентрат эрзянского фольклора и искусства. Поэма «Сияжар» без преувеличения является эпосом эрзянского народа, который можно поставить в один ряд с «Калевалой» и «Калевипоэгом».
На основе фольклорных материалов была написана на эрзянском языке «Пенза ды Сура» («Пенза и Сура», 1972).
Совместно со своим другом писателем Михаилом Алексеевичем Втулкиным составляет сборник «Эрзянь легендат, преданият ды евтамот» («Эрзянские легенды, предания и сказы», 1977), «Тюштя» (1991).

## Достижения
В 1966 году принят в члены Союза писателей СССР.
Лауреат Государственной премии Мордовии (1979); Народный писатель Мордовии (1980).

## Основные издания
На эрзянском языке
1. Сияжар / Эрзянь народонь моротнень пурнынзе ды тейсь тенст литературной обработка В. К. Радаев. — Саранск: Мордовской книжной издательствась, 1960. — 195 с.
2. Сияжар / Ёвтамотнень пурнынзе ды литературнойстэ сёрмадынзе B. Радаев. — Омбоце издания, одов витнезь ды поладозь. — Саранск: Мордовской книжной издательствась, 1973. — 340 с.
  1. Рец.: Корсаков И. «Сияжарось» — мордовской народонть эпической поэма II Сурань толт. — 1961. — № 4. — С. 83—87.
  2. Мокшин Н. «Сияжар» // Эрзянь правда. — 1961. — 24 февр.
  3. Суров Э. Ков ёмась «Сияжар?» // Эрзянь правда. — 1963. — 14 авг.
  4. Радаев В. Кода чачсь «Сияжарось»// Эрзянь правда. — 1964. — 2 окт.
  5. Инжеватов И. Мордовский эпос «Сияжар» // Сов. Мордовия. — 1966. — 11 нояб.
  6. Прекин Г. Няфтьф народть историяц // Мокшень правда. — 1976. — 18 дек.
  7. Абрамов К. «Сияжар» — предвестник эпоса // Советская Мордовия. — 1978. — 26 нояб.
  8. Алешкин А. Мордовский героический эпос «Сияжар» // Алешкин А. Единство традиций. — Саранск, 1978. — С. 38—63.
  9. «Сияжар» и мордовский народный эпос / М. Дорожкин, Г. Меркушкин, К. Самородов и др. // Сов. Мордовия. — 1978. — 24 дек.
  10. Инжеватов И. «Сияжардо» вал: Аравтозь Мордовской АССР-нь Государственной премияс // Эрзянь правда. — 1978. — 18 нояб.
  11. Климович Л. «Сияжар» // Мол. гвардия. — 1978. — № 8. — С. 286—289.
  12. Корсаков И. Ине ояксчинь памятник // Эрзянь правда. — 1978. — 9 дек.
  13. Пухов Ю. Народный богатырь// Литературная Россия. — 1978. — 18 авг. (№ 33). — C. 9.
  14. Сонаева В. Народонть эрямодо книга // Эрзянь правда. — 1978. — 7 дек.
  15. Ширяев А. Вечкемадо евтамо // Эрзянь правда. — 1978. — 23 нояб.
  16. Алешкин А. Мокшэрзянь героический эпоссь // Мокша. — 1979. — № 1. — С. 62—65.
  17. Домокош П. Рядом с «Калевалой» // Сов. Мордовия. — 1984. — 27 окт.
  18. «Сияжар» — по-венгерски // Молодой ленинец. — 1984. — 23 дек.
  19. Ефимова М. Мордовский народный эпос в поэме В. К. Радаева «Сияжар» // Горение. — Саранск, 1986. — С. 235—251.
  20. Алешкин А. Книжные формы народного эпоса и их соотношение с фольклорной традицией // Аспект-89. — Саранск, 1989. — С. 57—68.
  21. Алешкин А. Сиянь каркс // Алешкин А. Арьсемат. — Саранск, 1989. — С. 46—52.
  22. Домокош П. Является ли «Сияжар» третьим финно-угорским эпосом // Аспект-89. — Саранск, 1989. — С. 68—79.
  23. Климович Л. И. «Сияжар» // Аспект-89. — Саранск, 1989. — С. 104—107.
  24. Корсаков И. М. Русско-мордовские связи в фольклоре // Аспект-89. — Саранск, 1989. — С. 79—92.
  25. «Сияжар» и мордовский народный эпос // Аспект-89. — Саранск, 1989. — С. 107—110.
  26. Инжеватов И. «Сияжардонть» // Эрзянь правда. — 1994. — 20 окт.
  27. Кудаев С. «Сияжар» эпость риторикац // Мокшень правда. — 1994. — 21 мая.
3. Вечкевикс содавиксэнь: Ёвтнемат. — Саранск: Мордовской книжной издательствась, 1964. — 64 с.
  1. Рец.: Кавтаськин Л. Вейке сборникте арсемат // Эрзянь правда. — 1965. — 22 сент.
4. Шошма леенть чиресэ: Ёвтнемат. — Саранск: Мордовской книжной издательствась, 1967. — 68 с.
5. Истяяк сакшны часиясь: Ёвтнемат. — Саранск: Мордовской книжной издательствась, 1969. — 120 с.
6. Пенза ды Сура: Кезэрь пингень ёвтамот. — Саранск: Мордовской книжной издательствась, 1972. — 220 с.
  1. Рец.: Инжеватов И. «Пенза ды Сура» // Эрзянь правда. — 1968. — 9 апр.
  2. Инжеватов И. Кода чачсь «Пенза ды Сура» поэмась // Эрзянь правда. — 1972. — 17 июня
  3. Алешкин А. В. Спор продолжается // Алешкин А. Единство традиций. — Саранск, 1978. — С. 23—38.
  4. Инжеватов И. «Пенза ды Сура» поэмадонть // Эрзянь правда. — 1995. — 18 июля.
7. Эрзянь легендат, преданият ды ёвтамот / Пурнызь ды литературнойстэ сёрмадызь В. Радаев ды М. Втулкин. — Саранск: Мордовской книжной издательствась, 1977. — 182 с.
  1. Рец.: Мартынов А. Эрзянь легендат, преданият, ёвтамот // Сятко. — 1977. — № 6. — С. 68—69.
8. Сурай. Эпической поэмат. — Саранск: Мордовской книжной издательствась, 1980. — 108 с.
9. Тюштя: Ёвтамот / Сёрмадынзе В. Радаев эрзя-мокшонь фольклоронть коряс. — Саранск: Мордовской книжной издательствась, 1991. — 208 с.
  1. Рец.: 3иновьев Н. Тюштядо ёвтнемат // Эрзянь правда. — 1991. — 13 авг.
10. Ине виень эрзя: Ёвтнемат Михаил Боровдо / В. Радаев, М. Втулкин. — Саранск: Мордовской книжной издательствась, 1992. — 69 с.
11. Сад: Повесть // Сятко. — 1940. — № 1. — С. 14—37; № 2. — С. 15—33; № 3. — С. 41—58; № 4. — С. 41—63; № 5. — С. 6—34; № 8. — С. 32—55; № 9. — С. 20—35; № 10. — С. 41—83; № 11. — С. 18—38; № 12. — С. 33—50.
12. Кавказской легендат // Сятко. — 1941. — № 6. — С. 36—42.
13. Орлик: Ёвтнема // Одксчи. — Саранск, 1941. — С. 3—26.
14. Идезь тейтерне // Сятко. — 1966. — С. 80—86.
15. Кить ды киулот: Ёвтнема // Сятко. — 1971. — № 5. — С. 34—47; Велень валске. — Саранск, 1986. — С. 21—45; Сятко. — 1995. — № 4. — С. 88—100.
16. Оксана Карповна: Ёвтнема // Сятко. — 1971. — № 2. — С. 43—57.
17. Пазонь паро ломань: Ёвтнема // Сятко. — 1971. — № 6. — С. 45—49; Эрзянь правда. — 1972. — 15 янв.
18. Кармай ЭВГА // Сятко. — 1972. — № 6. — С. 42—50.
19. Пинге печтемс — аволь ансяк цецят сезнемс: Ёвтнема // Сятко. — 1973. — № 2. — С. 41—48.
20. Кирдяновонь ильветьксэнзэ: Ёвтнема // Эрзянь правда. — 1974. — 21, 24, 26, 28, 31 дек.
21. Соловей Окся: Ёвтнема // Эрзянь правда. — 1975. — 8, 11, 13, 15 марта; Эрзянь правда. — 1980. — 19, 21, 23, 26 февр.
22. Часиясь аволь свал цеця марто сы // Сятко. — 1977. — № 1. — С. 30—43.
23. Комсомолецэнь седей: Ёвтнема // Сятко. — 1978. — № 4. — С. 44—52.
24. Масторонь чачома: Кезэрь пингень миф // Сятко. — 1978. — № 1. — С. 55—67.
25. Авань уцяска: Документальной ёвтнема // Сятко. — 1979. — № 6. — С. 44—48.
26. Ильветьксэнь витема: Ёвтнема //Сятко. — 1979. — № 1. — С. 16—23.
27. Эрзянь ёвтамот: Каштан пиче; Пештине; Вадрясь а кекшеви; Кодаяк; Кавто купецть; Кенгелеманть кевеськак а вечксы / Пурнызе ды литературнойстэ сёрмадызе В. К. Радаев // Сятко. — 1982. — № 2. — С. 62—68.
28. Мокшонь тейтерь: Поэма // Сятко. — 1984. — № 1. — С. 47—52.
29. Телень якшамо чистэ; Ташто межа; Чадыведь шкане // Сятко. — 1985. — № 1. — С. 63—67.
30. Ломанть иля чумондо, зярдо чумось тонсь… / /Откстомозь мастор. — Саранск, 1987. — С. 70—90.
31. Гурьян: Ёвтамо // Сятко. — 1989. — № 1. — С. 46—48; № 2. — С. 3—7; № 3. — С. 3—5.

На русском языке
1. Сияжар: Сказания мордовского народа / Собр. и лит. обраб. В. Радаев; Пер. с мордов.-эрзя С. Поделков; худож. А. Коровин. — Саранск: Мордов. кн. изд-во, 1976. — 240 с.
2. Сияжар: Сказания мордовского народа / Собр. и лит. обраб. В. Радаев; Пер. с мордов.-эрзя С. Поделков; Худож. Н. Протасов. — М.: Современник, 1989. — 303 с.
3. Сурай: Древнее мордовское сказание / Пер. с мордов.-эрзя В. Юшкин; Худож. Ю. Смирнов. — Саранск: Мордовское книжное издательство, 1985. — 64 с.
  1. Рец.: Тангалычев К. О мужестве, правде, любви // Сов. Мордовия. — 1986. — 20 февр.
4. Как кузнец соседа подковал: Легенды, предания и былинки / Пер. с мордов.-эрзя М. Втулкин. — Саранск: Мордовское книжное издательство, 1988. — 160 с.
5. И так приходит счастье…: Рассказ // Рассвет. — Саранск, 1970. — С. 188—193.
6. Приручение быков / Пер. с мордов.-эрзя С. Поделков // Родное Присурье. — Саранск, 1980. — С. 63—68.
7. Оксана Дубровая: Рассказ / Пер. В. Радаев // Земля моя. — Саранск, 1985. — С. 35—47.
8. Встреча с медведем: Из цикла эпических сказаний // Лит. Россия. — 1985. — 12 июля (№ 28). — С. 15.